# 黑板 (计算机)
黑板系统是一种基于黑板软件架构模型的人工智能应用。一个公共的知识库--黑板--在一个问题说明开始到问题被解决的过程中，被不同的专家知识源反复更新。每个知识源部分更新解决问题，只有当黑板中问题的状态符合知识源的内在限制时。黑板模型最初是被设计用来处理复杂、模糊的问题。